# Enghøj Kirke
Enghøj Kirke er en kirke beliggende i det nordvestlige Randers, ved bydelen Helsted. Kirken hører til Randers Søndre Provsti, Århus Stift.
Den blev indviet 1. søndag i advent, 27. november 1994. Samme dato blev Enghøj Sogn udskilt af Borup Sogn og Sankt Clemens Sogn.

## Historie
Befolkningsudviklingen i det nordvestlige Randers betød, at der allerede i 1980'erne var drøftelser om etableringen af en ny kirke. Repræsentanter fra menighedsrådene i sognene i området – Kousted, Råsted, Borup og Sankt Clemens – mødtes derfor i 1986 og aftalte at arbejde for en placering af en ny kirke i et sogn, der skulle udskilles af den nordvestligste del af Sankt Clemens Sogn og den sydligste del af Borup Sogn. De to menigshedsråd nedsatte et udvalg, og allerede i oktober 1987 erhvervedes byggegrunden for enden af Gl. Hobrovej, der var på 25.000 m2. I 1990 blev fem artiktektfirmaer udvalgt til at deltage i en indbudt konkurrence, som Henning Larsens tegnestue i 1991 vandt.

## Kirkens arkitektur
Stilistisk tilhører kirken modernismen og minimalismen. Den er udført i hvide betonelementer og har som et særligt karkateristika et nedadvendt tag. På afstand minder den således om en tøjklemme. Idet bygningen er placeret på toppen af en bakke, fremstår den markant i landskabet og kan bl.a. ses fra den nærliggende Nordjyske Motorvej. Ved siden af kirken er en høj, hvor der står et kors. Sognegården med konfirmandlokaler og kirkehus er udført som et kompleks af mindre bygninger med atriumgårde, og er bygget sammen med kirken.
Enghøj Kirke er udformet som en såkaldt processionskirke, der domineres af stringente, lige linjer. Den rummer 150 siddepladser. Indefra danner det nedadvendte tag med en dominerende limtræsbjælke som bærende element et indtryk af, at man sidder under et skibs skrog. Kirkerummet oplyses af små vinduer i bygningens lange sider, mens der bag alteret er et gavlvindue. Bagerst er orglet placeret.
I alt udgør kirkens bygninger et areal på 1500 m². Byggeriet kostede 22 mio. kr.
Da murværket allerede i 1999 begyndte at skalle af i store flager, anlagde menigshedsrådet sag mod Henning Larsens Tegnestue, ingeniørfirmaet Kersten og Westphal og murermester Hans-Ulrik Jensen. Kravet var 1,2 mio. kr. i erstatning. Voldgiftsnævnet for Bygge- og Anlægsvirksomhed afgjorde i 2005, at Henning Larsens Tegnestue og murermesteren skulle betale hver 1 mio. kr. for at have ydet dårlig rådgivning og udført dårligt håndværk. Ingeniørvirksomheden blev frikendt.

## Eksterne kilder og henvisninger
- Enghøj Kirke Arkiveret 19. september 2015 hos  Wayback Machine hos KortTilKirken.dk
- Enghøj Kirke i Arkitekturbilleder.dk Arkiveret 9. oktober 2018 hos  Wayback Machine